# Luka Jović
Luka Jović (serbisch-kyrillisch Лука Јовић; * 23. Dezember 1997 in Loznica) ist ein serbischer Fußballspieler. Der Stürmer wurde bei Roter Stern Belgrad ausgebildet und wechselte nach einem Jahr bei Benfica Lissabon zum Bundesligisten Eintracht Frankfurt, mit dem er 2018 den DFB-Pokal gewann. Jović stand von 2019 bis 2022 bei Real Madrid unter Vertrag, mit dem Verein gewann der Stürmer die Champions League und wurde je zweimal spanischer Landesmeister und Superpokalsieger. Zurzeit spielt er in Griechenland bei AEK Athen.  Er ist seit 2018 A-Nationalspieler.

## Karriere

### Vereine

#### Bis 2016: Anfänge bei Roter Stern Belgrad
Jović schloss sich mit fünf Jahren einem örtlichen Verein an und wurde als Achtjähriger von Scouts von Roter Stern Belgrad entdeckt und in dessen Nachwuchsabteilung aufgenommen. Sein Vater fuhr ihn in der Folge regelmäßig nach Belgrad, häufig übernachteten beide auch in seinem Wagen. Im Jahr 2008 zog der Junge allein nach Belgrad und wohnte dort mit anderen Jungspielern zusammen, die Eltern blieben in Bijeljina. Am 28. Mai 2014, dem letzten Spieltag der Spielzeit 2013/14, kam er im Alter von 16 Jahren beim 3:3 gegen den FK Vojvodina erstmals in der serbischen SuperLiga zum Einsatz, als er in der 71. Minute für Ifeanyi Onyilo eingewechselt wurde. Durch den Punktgewinn sicherte sich der Angreifer mit Roter Stern die serbische Meisterschaft. Eigenen Aussagen zufolge war Jović bereits als 15-Jähriger für die A-Junioren des Vereins aktiv gewesen und konnte sich aufgrund seiner bereits fortgeschrittenen Physis sowohl in Zweikämpfen gegen die Älteren behaupten als auch viele Tore erzielen. Ab der Saison 2014/15 gehörte Jović auch offiziell zum Kader der ersten Mannschaft und gab am 18. Oktober 2014 bei der 0:1-Niederlage beim FK Partizan Belgrad sein Startelfdebüt. Am 7. März 2015 erzielte er im Heimspiel gegen den FK Vojvodina mit dem Treffer zum 3:0-Endstand in der 53. Minute sein erstes Pflichtspieltor im Profifußball und wurde zum jüngsten Torschützen der Vereinshistorie. Bis Saisonende traf Jović 6-mal bei 22 Ligaeinsätzen. Als Vizemeister spielte er zu Beginn der Spielzeit 2015/16 mit seinem Verein in der Qualifikation zur Europa League, der sich in der 1. Qualifikationsrunde jedoch nicht gegen den kasachischen Vizemeister FK Qairat Almaty durchsetzen konnte. Als Stammspieler kam Jović in der Liga bis Jahresende auf 19 Spiele mit 5 Torerfolgen.

#### 2016–2017: Erste Auslandserfahrung in Portugal
Anfang Februar 2016 wechselte Jović zum portugiesischen Erstligisten Benfica Lissabon und unterschrieb einen Fünfjahresvertrag. Der Spieler selbst war trotz der Verpflichtung durch Benfica zunächst traurig über den Wechsel inmitten der serbischen Saison, die er gerne noch mit dem Team beendet hätte, jedoch hätte Roter Stern laut ihm die Ablösesumme dringend benötigt. Nach zwei Einsätzen für Benficas zweite Mannschaft in der Segunda Liga debütierte er am 20. März 2016 beim 1:0-Auswärtssieg gegen Boavista Porto in der Primeira Liga. Am 13. April 2016 kam Jović beim 2:2 im Viertelfinal-Rückspiel gegen den FC Bayern München erstmals in der Champions League zum Einsatz, nachdem er in der 88. Minute für Eliseu eingewechselt worden war. Am Saisonende gewann Jović mit Benfica die portugiesische Meisterschaft. In der Spielzeit 2016/17 kam er zu einem Ligaeinsatz für Benficas erste Mannschaft und sicherte sich mit dem Team erneut den Meistertitel sowie den nationalen Pokal und Supercup. Von Seiten des Vereins wurde dem Serben bereits während seiner aktiven Zeit unprofessionelles Verhalten vorgeworfen, darüber hinaus musste der Stürmer rund zwei Monate aufgrund einer privat zugezogenen Schnittwunde am Fuß pausieren.

#### 2017–2019: Durchbruch bei Eintracht Frankfurt
Zur Saison 2017/18 wurde Jović für zwei Spielzeiten mit anschließender Kaufoption an den deutschen Bundesligisten Eintracht Frankfurt ausgeliehen. Dort erzielte er in seinem ersten Pflichtspiel, der 1:2-Niederlage im Bundesligaspiel gegen den FC Augsburg am 16. September 2017, seinen ersten Treffer für Frankfurt. Mitte April 2018 verhalf Jović seiner Mannschaft mit dem Tor zum 1:0-Auswärtssieg im DFB-Pokal-Halbfinale beim FC Schalke 04 zum Finaleinzug. Das Hackentor wurde anschließend von der Sportschau als Tor des Monats April ausgezeichnet. Im Pokalfinale am 19. Mai 2018 gewann der Serbe mit seinem Team nach einem 3:1-Sieg gegen den FC Bayern München den Titel, wobei Jović im Spiel ohne Einsatz blieb. Insgesamt kam er in seiner ersten Saison bei der Eintracht zu 27 Pflichtspieleinsätzen mit 9 Torerfolgen. Großen Anteil an seiner Eingewöhnung hatte Frankfurts kroatischer Trainer Niko Kovač. Dieser forderte den jungen Spieler im Training permanent und feilte mit diesem an seiner Arbeitseinstellung. Jović bezeichnete Kovač später als einen „wichtigen Trainer“, der aus ihm einen „besseren Spieler und auch einen besseren Menschen“ gemacht habe.
In der Saison 2018/19 bildete der Serbe mit seinen Teamkollegen Sébastien Haller und Ante Rebić ein Sturmtrio, das in den Medien aufgrund ihrer körperlichen Präsenz als „Büffelherde“ bezeichnet wurde. Am 19. Oktober 2018 erzielte Jović beim 7:1-Heimsieg gegen Fortuna Düsseldorf fünf Tore und wurde damit zum 17. und bisher jüngsten Fünffachtorschützen der Bundesliga-Geschichte. Sein erster Treffer, den er in der 27. Minute per Seitfallzieher erzielte, wurde später als Tor des Monats Oktober ausgezeichnet und belegte bei der Wahl zum Tor des Jahres 2018 den zweiten Platz. Im Januar 2019 wurde Jović vom kicker-Sportmagazin in dessen halbjährig erscheinenden Rangliste des deutschen Fußballs als drittbester Bundesliga-Stürmer in die Internationale Klasse eingestuft. Mitte April 2019 erwarb Eintracht Frankfurt per Option die Transferrechte an Jović und stattete ihn mit einem Vertrag mit einer Laufzeit bis zum 30. Juni 2023 aus. In der Saison 2018/19 erzielte er in der Bundesliga in 32 Einsätzen 17 Treffer. In der Europa League drang Jović mit der Eintracht bis ins Halbfinale vor und scheiterte mit seiner Mannschaft dort am FC Chelsea. Er erzielte in diesem Wettbewerb 10 Treffer in 14 Einsätzen und belegte damit den zweiten Platz der Torschützenliste.
Über seine Zeit in der Mainmetropole äußerte sich der Serbe später positiv: „Der Verein und die Stadt sind phantastisch. Auch für die großartigen Kollegen, mit denen ich hier zusammenspielen durfte, bin ich dankbar.“

#### 2019–2021: Zweite Wahl bei Real Madrid

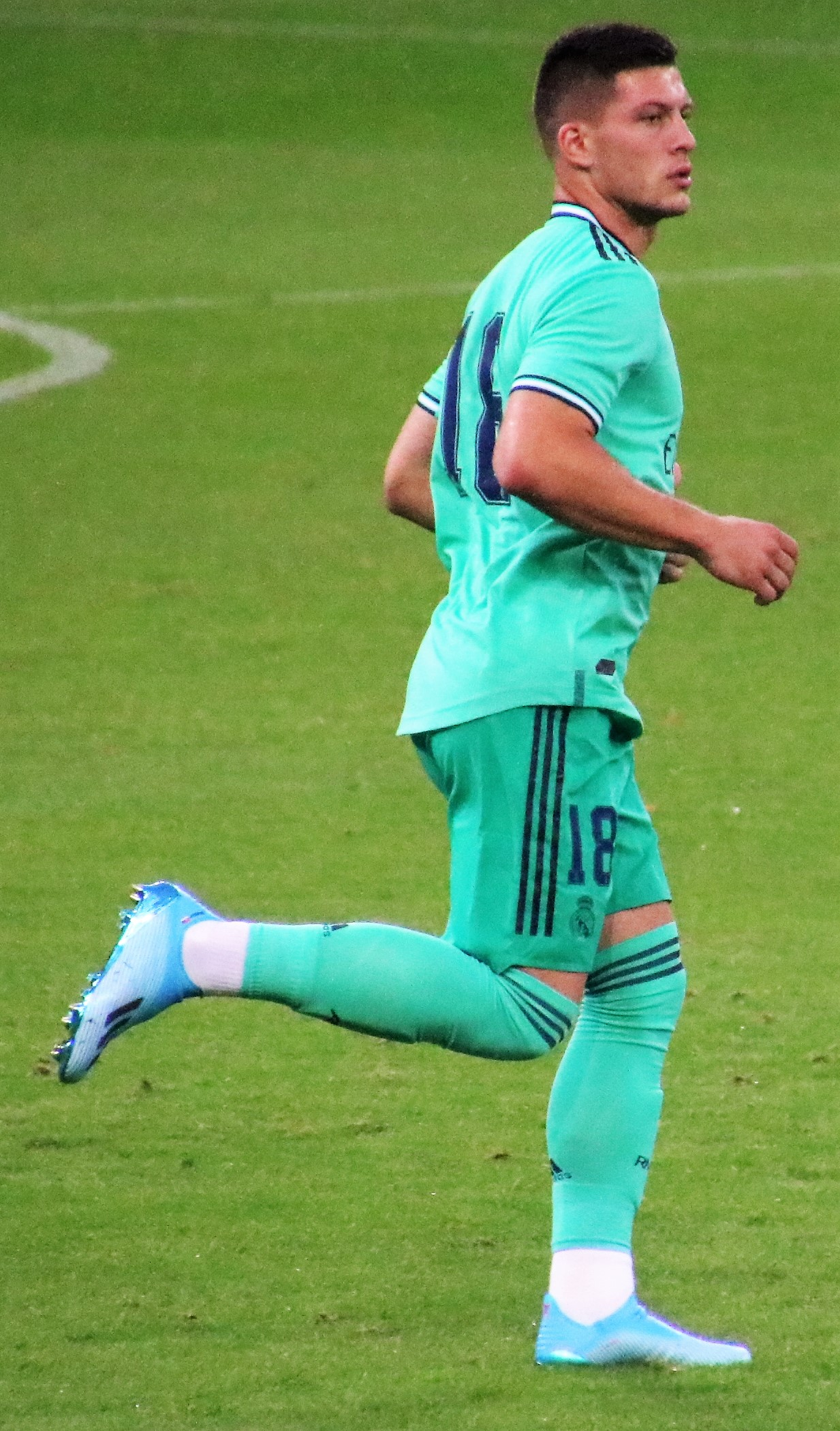
Jović im Trikot von Real Madrid (2019)

Zur Saison 2019/20 wechselte Jović zu Real Madrid, die Ablösesumme soll 60 Millionen Euro betragen haben. Er unterschrieb beim spanischen Rekordmeister einen Vertrag bis zum 30. Juni 2025 und gewann mit diesem Mitte Januar 2020 den spanischen Supercup. Der Serbe diente meist als Backup für Stammstürmer Karim Benzema und erzielte in seiner ersten Spielzeit in 27 wettbewerbsübergreifenden Partien 2 Tore. Aufgrund einer Fußverletzung sowie einer Virusinfektion kam Jović zwischen Anfang Februar und Anfang Juli 2020 nicht zum Einsatz, mit Real gewann er die spanische Meisterschaft.
Das vereinsnahe Portal Realtotal warf dem Spieler „Lethargie und fehlende Bindung zum Team“ vor, verwies aber auch auf die vergleichsweise geringe Einsatzzeit, die dieser erhalten hatte, um sich an Benzema oder Eden Hazard vorbeizuspielen. Darüber hinaus machte Realtotal Jović Stärken in einem 3–5–2-Spielsystem aus, wohingegen ihm im von Zinédine Zidane bevorzugten 4–3–3 ein direkter Sturmpartner fehlen würde, den er in Frankfurt vor allem in Sébastien Haller hatte. Einer der Hauptgründe für den schweren Stand des Serben in Madrid wurde in dessen Fehltritten abseits des Platzes ausgemacht; mehrfach war Jović aufgrund von Verstößen gegen COVID-19-Schutzkonzepte aufgefallen, vornehmlich bei Reisen nach Serbien. Dies trug neben seinen Leistungen im Verein sowie in der Nationalmannschaft dazu bei, dass sich die negativen Meldungen der spanischen Landesmedien über ihn häuften, veranlasste aber auch Real Madrid, allen voran Trainer Zidane, sich vor seinen Angestellten zu stellen.
Auch in der Saison 2020/21 konnte sich Jović nicht durchsetzen. Hinter Benzema wurde der Serbe in den ersten 18 Spielen nur 4-mal eingesetzt, wobei ihm kein Tor gelang, darüber hinaus fiel er erneut für mehrere Spiele verletzungs- und krankheitsbedingt aus.

#### 2021: Kurze Rückkehr nach Frankfurt
Mitte Januar 2021 kehrte Jović bis zum Ende der Saison 2020/21 auf Leihbasis zu Eintracht Frankfurt zurück. Nachdem er bei seinen ersten 3 Einsätzen 3 Tore erzielt hatte, blieb er anschließend hinter den Erwartungen zurück und kam bis Saisonende in 15 weiteren Spielen nur noch zu einem Torerfolg. Für die Eintracht, die sich für die Europa League qualifizierte, schoss stattdessen André Silva, der zum zweitbesten Bundesligatorschützen avancierte, die Tore. Nach dem letzten Saisonspiel kehrte der Serbe nach Madrid zurück.

#### 2021–2022: Nur noch dritte Wahl bei Real
Carlo Ancelotti hatte mittlerweile Real Madrid zum zweiten Mal als Trainer übernommen, doch an Jović’ Status änderte sich nichts. Während Hazard auf den linken Flügel verschoben oder als hängende Spitze eingesetzt wurde, besetzte das Sturmzentrum von Saisonbeginn an wieder Benzema. Der Franzose war während der Abwesenheit seines Konkurrenten der mit Abstand beste Scorer des Teams gewesen und hatte auch bei der Europameisterschaft, an der Serbien nicht teilnahm, die meisten Tore für sein Land geschossen. Folglich absolvierte der Serbe lediglich 19 Saisonspiele, womit er mannschaftsintern im unteren Drittel rangierte. In der Champions League, die er mit der Mannschaft gewann, wurde Jović nach der Gruppenphase nicht mehr berücksichtigt. In der Liga folgten bis zum 16. Spieltag nur sechs Einwechslungen, dann schoss er in der Startelf stehend beim 2:0 gegen Real Sociedad ein Tor und bereitete das zweite vor. Bis zum 35. Spieltag folgten weitere sechs Einsätze von der Bank kommend, Verletzungen sowie eine COVID-19-Infektion kosteten den Angreifer weitere Gelegenheiten, zu regelmäßiger Spielzeit zu kommen. 
In jenem viertletzten Saisonspiel war die 35. Landesmeisterschaft rechnerisch bereits gewonnen, doch musste die Mannschaft im Stadion des Stadtrivalen Atlético antreten. Benzema war laut Trainer Ancelotti „müde“ und „[...] nicht erholt“, den geplanten Ersatz Mariano Díaz plagten „Probleme im hinteren Oberschenkel“, weshalb der Italiener dann Jović einsetzte. Realtotal machte auf Seiten des Serben „Lustlosigkeit und Fahrigkeit“ aus, er hätte „wie ein Fremdkörper“ gewirkt und zwei gute Chancen nicht genutzt. Nach einer Stunde musste Jović für den geschonten Vinícius Júnior weichen, trotz allem verlor sein Team mit 0:1. Den zeitgleich ausgewechselten Mitspieler Casemiro bedachte Ancelotti mit einer „herzlichen Umarmung“, wohingegen er mit Jović nur „locker abklatschte“, laut Realtotal neben den Worten vor dem Spiel ein Zeichen für die „Kälte“ zwischen Trainer und Spieler.

#### 2022–2025: Zeit in Florenz und Mailand
Im Sommer 2022 wechselte der Stürmer in die italienische Serie A – seine fünfte europäische Liga – zum Vorjahressiebten AC Florenz. Laut dem Portal transfermarkt.de soll trotz einer Restvertragslaufzeit in Madrid bis Juni 2025 keine Ablösesumme entrichtet worden sein und Real würde in den ersten zwei Spielzeiten das Spielergehalt bezahlen. Bei der Fiorentina traf Jović auf den besten Torschützen der Vorsaison, Nicolás González (8 Tore), nachdem der Leihstürmer Krzysztof Piatek (6 Treffer) zu seinem Hauptverein zurückgekehrt und sein Landsmann Dušan Vlahović (20 Tore) bereits in der Winterpause an Juventus abgegeben worden war. Am Erreichen des Endspiels der Europa Conference League war Jović entscheidend beteiligt, als er viermal in der Gruppenphase traf sowie zweimal im Achtelfinalhinspiel gegen Sporting Braga. Im weiteren Turnierverlauf schoss er aber keine Tore mehr und unterlag mit Florenz im Finale letztlich West Ham United. In der Liga war der Spieler mit sechs Toren eher unauffällig, sicherte seinem Verein durch zwei Treffer im Saisonendspurt jedoch wichtige Zähler. Als Achter konnte sich die Fiorentina nämlich aufgrund eines Ausschlusses von Juventus Turin trotzdem erneut für die Conference League qualifizieren.
Zur Spielzeit 2023/24 wechselte Jović ligaintern zur AC Mailand. Bei Milan war er zu Beginn der Saison der Ersatzmann hinter Olivier Giroud und kam dadurch hauptsächlich zu kurzen Einsätzen nach Einwechslungen. Sein erstes Tor für die Mailänder erzielte Jović erst Anfang Dezember 2023 beim 3:1-Heimsieg gegen Frosinone Calcio. Am Saisonende standen für den Serben neun Saisontore in 30 Pflichtspielen zu Buche. Auch in seinem zweiten Jahr in Mailand war er nur der Ersatzmann hinter den Neuzugängen Álvaro Morata, Tammy Abraham und im weiteren Verlauf der Saison auch Santiago Giménez. Anfang Januar 2025 gewann er mit den Italienern im Finale gegen Stadtrivale Inter Mailand den italienischen Superpokal – auch wenn Jović weder im Halbfinale noch im Finale zum Einsatz kam. Knapp vier Monate später führte er Milan mit einem Doppelpack im Halbfinale des italienischen Pokals ins Finale des Wettbewerbs, das der FC Bologna jedoch mit 0:1 gewinnen konnte. Zum Ende der Spielzeit 2024/25 lief Jovićs Vertrag in Mailand aus. Insgesamt absolvierte er 47 Pflichtspiele für die AC Mailand und erzielte dabei 13 Tore.

#### Ab 2025: AEK Athen
Im August 2025 wechselte er nach Griechenland zu AEK Athen und unterschrieb dort einen Vertrag bis 2027.

### Nationalmannschaft

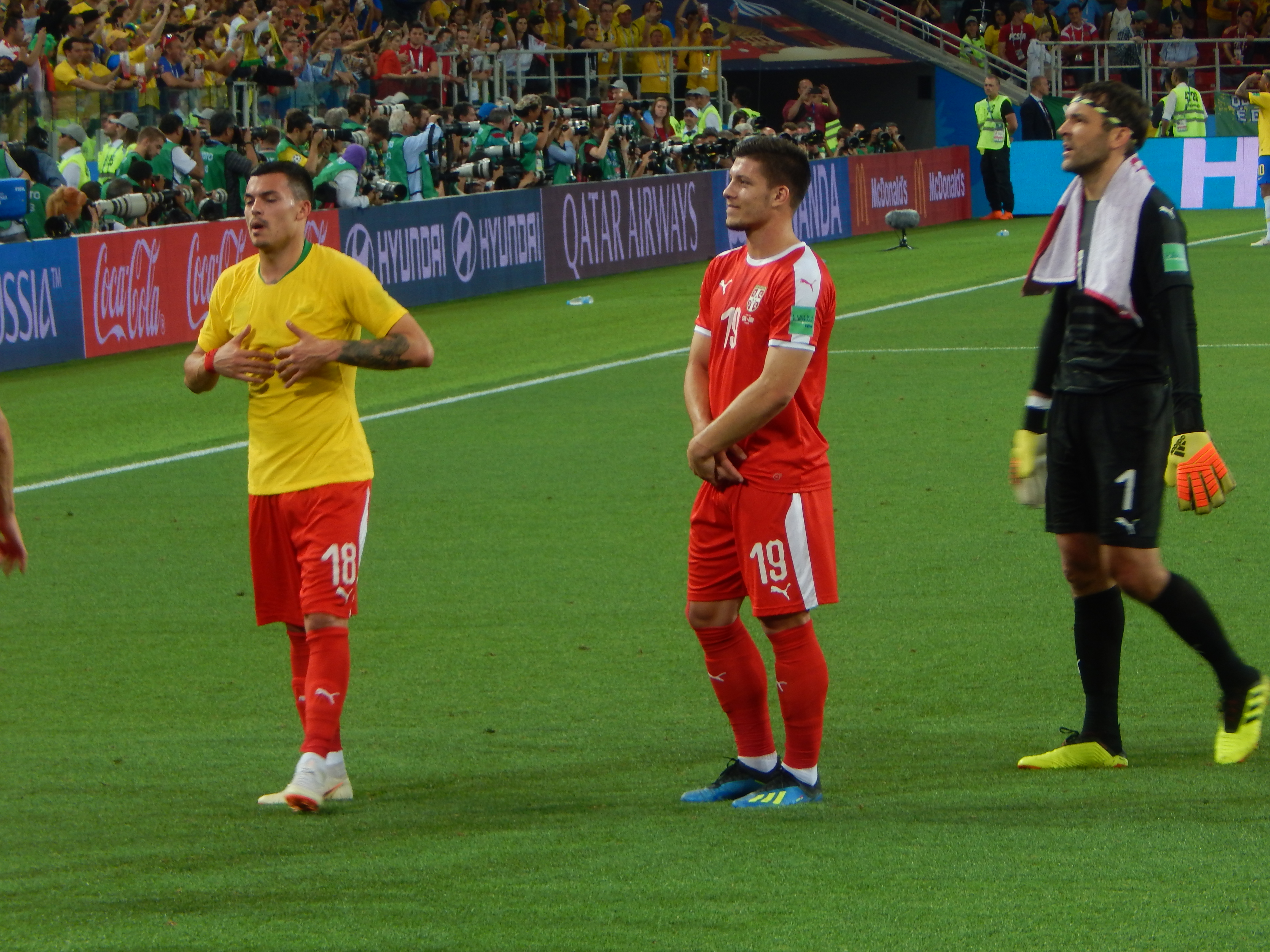
Jović (Mitte) nach dem Gruppenspiel gegen Brasilien bei der WM 2018

Jović spielte zwischen 2014 und 2015 31-mal für die serbische U16- und U17-Auswahl und erzielte 26 Tore. Im Juli 2014 nahm er mit der U19-Nationalmannschaft an der U19-Europameisterschaft in Ungarn teil. Dabei kam er in allen drei Vorrundenspielen zum Einsatz und erzielte beim 2:2 gegen Deutschland nach 41 Minuten das Tor zum 2:1. Seine Mannschaft scheiterte im Halbfinale im Elfmeterschießen an Portugal. Jović erzielte für die U19 insgesamt 9 Tore in 13 Spielen. Am 13. November 2015 kam Jović beim 1:1 in der EM-Qualifikation gegen Italien erstmals für die U21-Auswahl zum Einsatz, für die ihm bis 2019 in 16 Einsätzen 7 Torerfolge gelangen. Zur U21-Europameisterschaft 2019 in Italien wurde er in den serbischen Kader berufen, kam mit seiner Mannschaft jedoch nicht über die Gruppenphase hinaus.
Nach einer Einwechslung in der 84. Minute für Aleksandar Mitrović debütierte Jović am 4. Juni 2018 in einem Testspiel gegen Chile für die A-Nationalmannschaft. Im Juni 2018 wurde er von Nationaltrainer Mladen Krstajić in den serbischen Kader für die Weltmeisterschaft 2018 in Russland berufen. Im Turnier kam Jović im dritten Gruppenspiel, der 0:2-Niederlage gegen Brasilien, zu einem Kurzeinsatz und schied mit seiner Mannschaft als Tabellendritter nach der Gruppenphase aus. Am 20. März 2019 stand er beim 1:1 im Freundschaftsspiel gegen Deutschland erstmals in der Startelf und erzielte sein erstes Länderspieltor. Auch für die WM 2022 in Katar wurde der Stürmer in den serbischen Kader berufen und kam im letzten Gruppenspiel, nach dem das Turnier für seine Mannschaft beendet war, zu einer Einwechslung. Im Sommer 2024 nahm er mit Serbien an der Europameisterschaft 2024 in Deutschland teil. Bei dem Turnier wurde Jović in allen drei Gruppenspielen in der 2. Halbzeit eingewechselt und erzielte gegen Slowenien in der Nachspielzeit den Treffer zum 1:1-Unentschieden. Mit 2 Punkten schied die Auswahlmannschaft allerdings auf dem 4. Tabellenplatz bereits in der Gruppenphase aus dem Turnier aus.

## Erfolge und Auszeichnungen

### Vereine
International
- Champions-League-Sieger: 2022

Serbien
- Serbischer Meister: 2014

Portugal
- Portugiesischer Meister: 2016, 2017
- Portugiesischer Pokalsieger: 2017
- Portugiesischer Ligapokalsieger: 2016
- Portugiesischer Supercupsieger: 2016

Deutschland
- DFB-Pokal-Sieger: 2018

Spanien
- Spanischer Meister: 2020, 2022
- Spanischer Supercupsieger: 2020, 2021

Italien
- Italienischer Superpokalsieger: 2024/25

### Persönliche Auszeichnungen
- Torschütze des Monats: April 2018, Oktober 2018
- Einstufung als Internationale Klasse in der Rangliste des deutschen Fußballs: Winter 2018/19
- Mitglied der VDV 11: 2018/19

## Persönliches
Jović wurde in Loznica geboren und wuchs zwei Jahre nach Ende des Bürgerkriegs in Batar auf. Batar ist ein Dorf der Gemeinde Bijeljina, die in der zum Großteil von Serben bewohnten Republika Srpska in Bosnien und Herzegowina liegt. Er besitzt jedoch nur die serbische Staatsbürgerschaft. Jović wurde 2019, 2020 und 2022 jeweils Vater eines Kindes.